# Jorge Gattini
Jorge Gattini (n. 10 de diciembre de 1964) es un ingeniero agrónomo y político paraguayo. Fue Ministro de Agricultura y Ganadería de Paraguay durante la presidencia de Horacio Cartés.

## Biografía
Gattini estudió ingeniería agronómica en la Universidad Nacional de Asunción. Posteriormente obtuvo una maestría en Economía Agrícola en la Universidad de Kansas y otra en Economía Ambiental Aplicada en el Imperial College London. Es un reconocido consultor en su especialidad.
El 15 de agosto de 2013 asumió como Ministro de Agricultura del Paraguay en el gabinete del presidente Horacio Cartes.